# Casino zu Coblenz

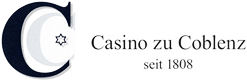
Logo des Casinos zu Coblenz

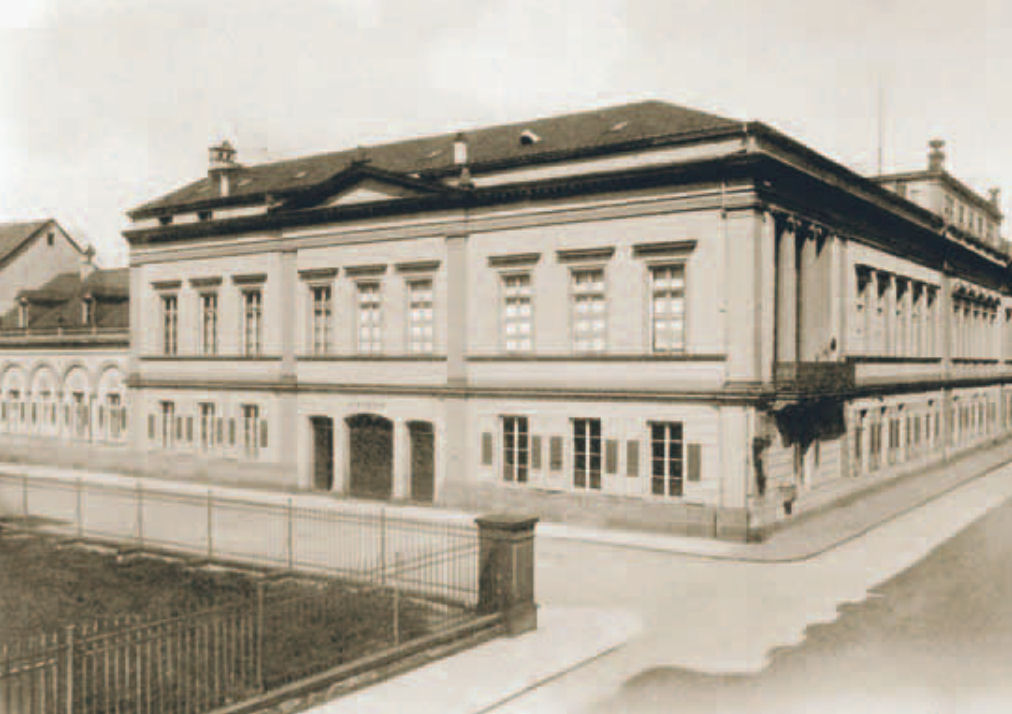
Das Casinogebäude in Koblenz 1908, rechts die Casinostraße

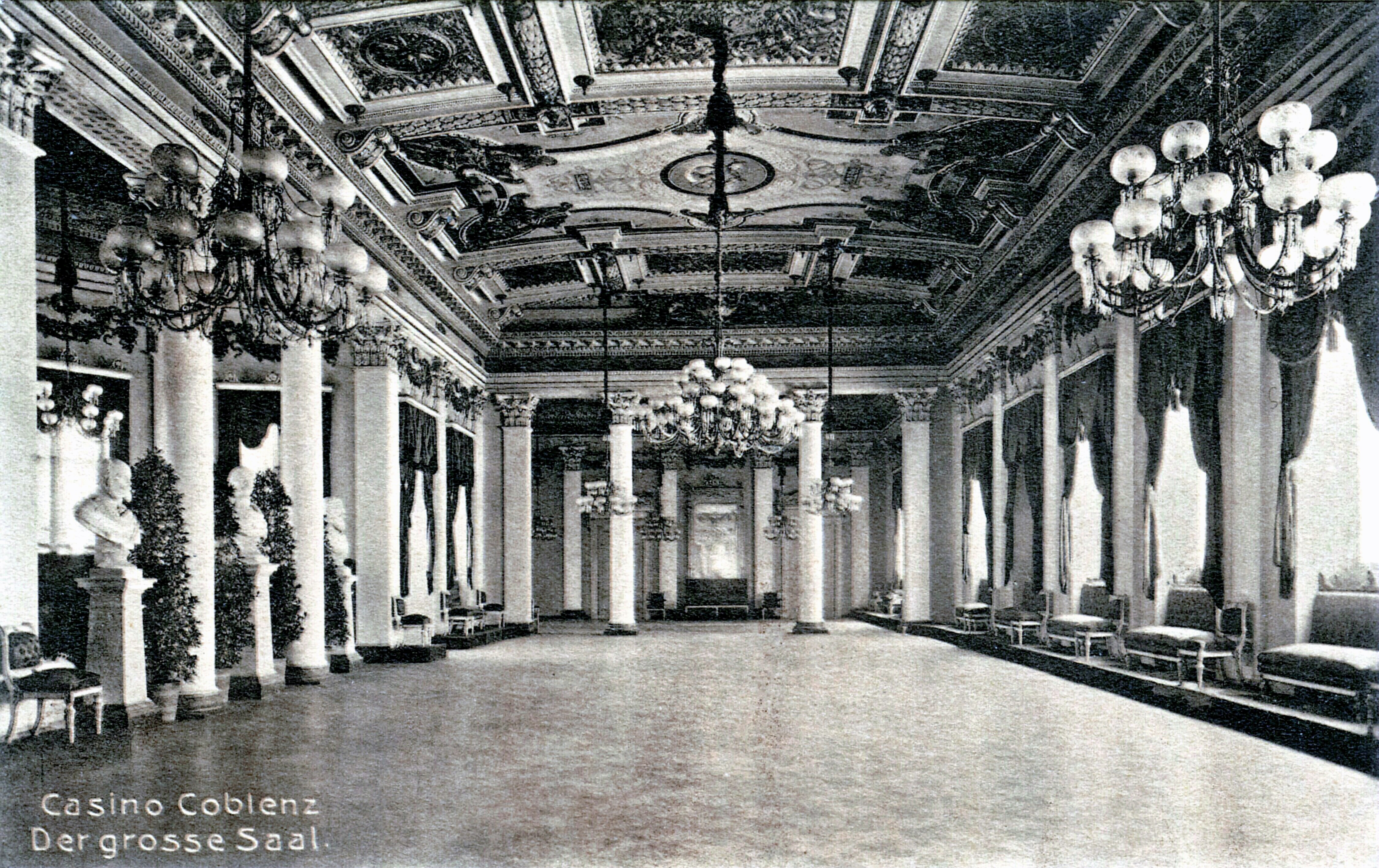
Der große Festsaal 1908

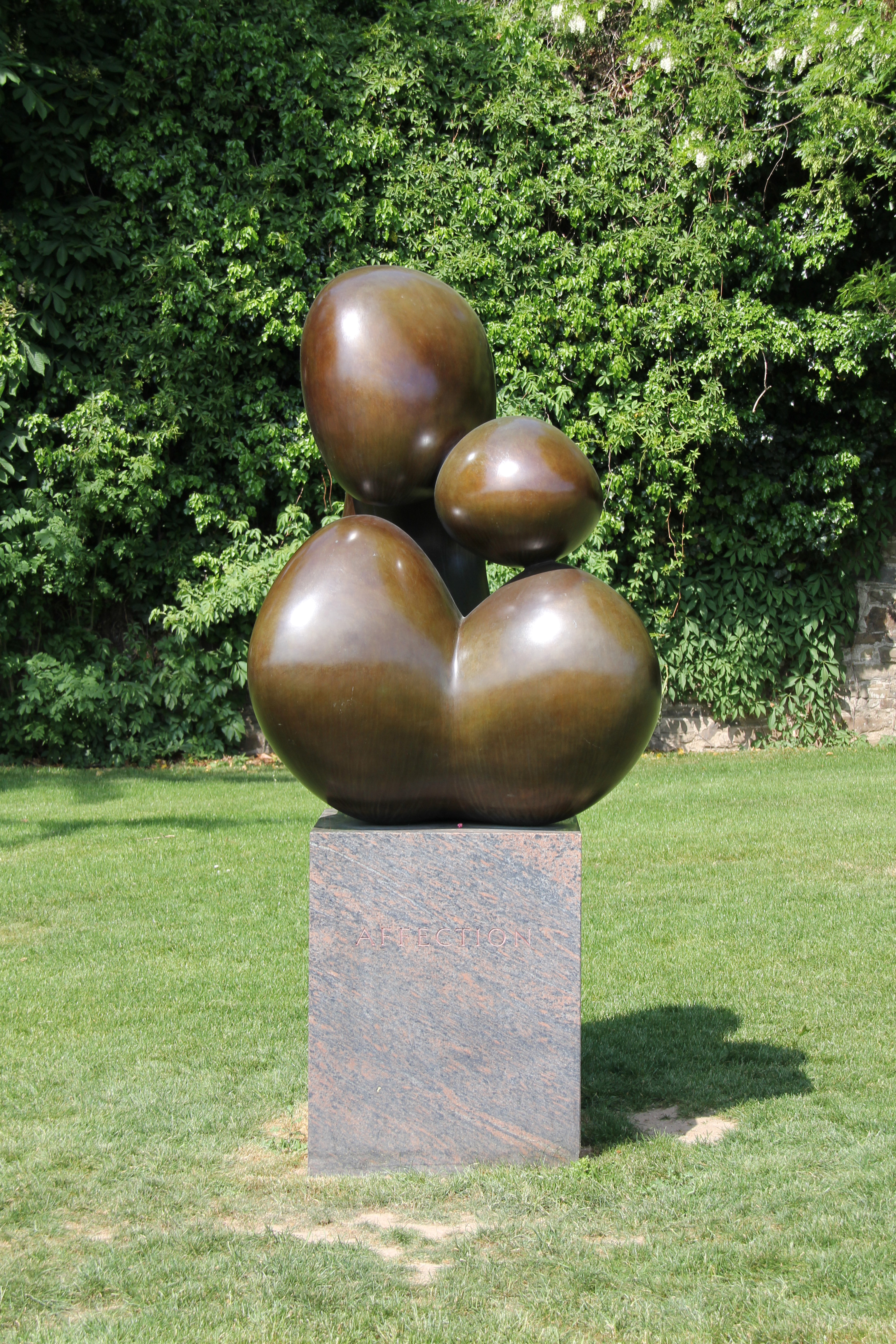
Die Skulptur von Lucien Wercollier wurde der Stadt Koblenz zur 2000-Jahr-Feier von der Koblenzer Casinogesellschaft geschenkt und befindet sich in den Rheinanlagen hinter dem Kurfürstlichen Schloss

Das Casino zu Coblenz ist eine Casinogesellschaft in Koblenz. Der bürgerliche Club wurde 1808 im Geiste der Freiheiten gegründet, die durch die Französische Revolution mit Eroberung des linken Rheinufers Einzug hielten. Das Casino zu Coblenz hat heute etwa 400 Mitglieder. Es engagiert sich mit vielfältigen Veranstaltungen am Kultur- und Gesellschaftsleben in Koblenz, so veranstaltet es beispielsweise alljährlich einen Casinoball. Direktor der Casinogesellschaft ist Hans-Jörg Assenmacher.

## Geschichte
Nach der Eroberung von Koblenz im Oktober 1794 durch die französische Revolutionsarmee arrangierten sich die Bürger mit der Besatzungsmacht. Nach der Entmachtung von Adel und Klerus lag es nun am Bürgertum, die Stadt zu führen. Im Dezember 1807 trafen sich einige Bürger, um einen Verein zur Pflege des Brauchtums und der Geselligkeit zu gründen. Die Satzung des Casinos zu Coblenz wurde am 6. Januar 1808 in Koblenz verabschiedet. Der Stern im Logo der Casinogesellschaft weist auf diesen Gründungstag hin: den Dreikönigstag. In der Satzung festgelegte Grundsätze sind „Freiheit, Urbanität und Eintracht“. Gründungsmitglieder waren 84 Deutsche und sechs Franzosen, darunter 49 Kaufleute und Privatpersonen, 29 Juristen, Ärzte und Lehrer, zehn Verwaltungsbeamte sowie zwei Kleriker. Erster Direktor der Casinogesellschaft wurde Franz Georg Joseph von Lassaulx, erstes Ehrenmitglied der Präfekt des Département de Rhin-et-Moselle Adrien de Lezay-Marnésia. Die französischen Behörden genehmigten 1811 die Gründung. Eines der berühmtesten Mitglieder der Casinogesellschaft in den Anfangsjahren war der Koblenzer Publizist Joseph Görres.
In der Folgezeit gingen von der Casinogesellschaft wichtige Impulse zur Entwicklung der Stadt Koblenz aus. Dies änderte sich auch nicht mit der Übernahme der Stadt Koblenz 1814 durch die Preußen. Im 19. Jahrhundert nahmen regelmäßig Mitglieder des preußischen Königshauses an Veranstaltungen der Casinogesellschaft teil. Bis heute verwahrt sie ein Bildnis der Kaiserin Augusta, das diese der Gesellschaft in Erinnerung an ihre häufigen Teilnahmen im Casino schenkte.
Im Jahr 1828 bezog die Casinogesellschaft ein vom Architekten Ferdinand Nebel erbautes Gebäude im Bereich des heutigen Zentralplatzes (50° 21′ 30″ N, 7° 35′ 49,2″ O). Der klassizistische Bau hatte eine Länge von 73 Metern und war mit Veranstaltungssälen, Lesesälen und einem Weinkeller ausgestattet. Dazu kam ein Garten mit altem Baumbestand und einem Springbrunnen. In den Gesellschaftsräumen diskutierten die Mitglieder an  vielen Stammtischen aktuelle Themen. Das Casinogebäude wurde mit der Zeit mehrfach erweitert und umgebaut. Technisch war es immer auf dem Höhepunkt der Zeit. So hatte es bereits 1888 elektrisches Licht und stellte den nötigen Strom mit eigenen Gasmotoren her. Die Straße am ehemaligen Gebäude trägt bis heute den Namen Casinostraße.
Nach Ende des Ersten Weltkriegs und der folgenden Rheinlandbesetzung wurde das Casinogebäude zuerst von den Amerikanern und dann von den Franzosen bis 1929 akquiriert. In der Zeit des Nationalsozialismus war der bürgerliche Freigeist den neuen Machthabern ein Dorn im Auge. Der Gauleiter Gustav Simon verfolgte das Ziel, die Gesellschaft zu schließen. Sie wurde trotz des Widerstandes der Mitglieder gleichgeschaltet und die Satzung außer Kraft gesetzt. Bei den Luftangriffen auf Koblenz wurde das Casinogebäude 1944 völlig zerstört. Bei dem Angriff vom 25. September 1944 sterben im Keller des Casinogebäudes 43 Menschen.
Am 24. Juni 1946 fand die erste Mitgliederversammlung nach dem Zweiten Weltkrieg statt, bei der die alte Satzung wieder in Kraft gesetzt wurde. Anstelle des zerstörten und bis 1956 abgetragenen alten Casinogebäudes wurde 1956–1957 vom Koblenzer Architekten Martin Ufer ein moderner Zweckbau im Stil der 1950er-Jahre errichtet. Aufgrund gesellschaftlicher Veränderungen konnte die Casinogesellschaft das neue Gebäude jedoch nicht wirtschaftlich unterhalten. So entschied man sich, es aufzugeben; nach dem Abriss 1967 wurde auf dem neugeschaffenen Zentralplatz bis 1968 ein Warenhaus mit Tiefgarage errichtet. Seit 2012 steht an dieser Stelle der östliche Teil des Forums Mittelrhein. Die Casinogesellschaft besteht auch ohne ein eigenes Gebäude fort und beteiligt sich mit vielfältigen Veranstaltungen am Kultur- und Gesellschaftsleben in Koblenz.